# Shiny and Oh So Bright, Vol. 1 / LP: No Past. No Future. No Sun.
Shiny and Oh So Bright, Vol. 1 / LP: No Past. No Future. No Sun. är det tionde studioalbumet av det amerikanska alternativ rock-bandet The Smashing Pumpkins, utgivet den 16 november 2018 på Napalm Records. Det producerades av Rick Rubin och spelades in mellan februari och juni 2018 vid Shangri La Studios, Malibu. Inför albumet återkom originalmedlemmarna James Iha och Jimmy Chamberlin till bandet.

## Låtlista
Alla låtar är skrivna och komponerade av Billy Corgan, där inget annat anges. 
| Nr           | Titel                      | Längd |
| ------------ | -------------------------- | ----- |
| 1.           | Knights of Malta           | 4:37  |
| 2.           | Silvery Sometimes (Ghosts) | 3:30  |
| 3.           | Travels                    | 5:23  |
| 4.           | Solara                     | 4:22  |
| 5.           | Alienation                 | 5:01  |
| 6.           | Marchin' On                | 2:39  |
| 7.           | With Sympathy              | 3:30  |
| 8.           | Seek and You Shall Destroy | 2:45  |
| Total längd: | Total längd:               | 31:47 |

## Medverkande
The Smashing Pumpkins
- William Patrick Corgan – sång, gitarr, bas, keyboard
- James Iha – gitarr, bas
- Jeff Schroeder – gitarr
- Jimmy Chamberlin – trummor

Övriga musiker
- The Section Quartet – stråkar på "Knights of Malta" och "Alienation"
  - Daphne Chen – fiol
  - Richard Dodd – cello
  - Eric Forman – fiol
  - Leah Katz – altfiol
- Charissa Nielsen, Briana Lee, Missi Hale – ytterligare bakgrundssång på "Knights of Malta"

Produktion
- Rick Rubin – produktion
- Dana Nielsen – inspelning, mixing
- Jason Lader – ytterligare inspelning, inspelning av stråkar
- Davis Spreng – ytterligare inspelning
- Vlado Miller – mastering